# پگی ان گارنر
پگی ان گارنر (انگلیسی: Peggy Ann Garner؛ ‏ ۳ فوریهٔ ۱۹۳۲ – ۱۶ اکتبر ۱۹۸۴) هنرپیشه اهل ایالات متحده آمریکا بود.
از فیلم‌هایی که وی در آن‌ها نقش داشته است، می‌توان به تندر در میانکوه اشاره نمود.